# Golem (divadelní hra)
Golem, romantická revue o jedenácti obrazech je 12. divadelní hra autorů Jana Wericha a Jiřího Voskovce s hudbou Jaroslav Ježka v Osvobozeném divadle. Premiéra této hry byla 4. listopadu 1931 v režii Jindřicha Honzla, který se vrátil do Osvobozeného divadla po angažmá v Brně a dočkala se 186 repríz. Výprava F. Zelenka. Autoři připsali hru Otakaru Švecovi a Václavu Víchovi.

## Historie
Hra si vrací do období rudolfínské Prahy, hemžící se romantiky a dobrodruhy. Její úspěch předčil všechny dosavadní hry Osvobozeného divadla. Golem je hliněný panák, dost neuměle uhněten do nadlidských proporcí a vybaven nadlidskou silou židovským rabínem Löwi, který ho ovládal šémem Ha M´Fóráš, který v této hře zastupuje umělý chrup.
Základ o oživlém hliněném muži, Rudolfu II. a intrikách na císařském dvoře o ovládání Golema, umělé ženě se později stal základem filmu Císařův pekař – Pekařův císař, který režíroval Martin Frič.

## Osoby a premiérové obsazení
| Císař Rudolf II.                   | M.Nedbal       |
| Filip Lang, jeho komorník          | B. Záhorský    |
| Jeroným Scotta, dvorní alchymista  | J. Skřivan     |
| Břeněk, hvězdopravec               | F. Vnouček     |
| Sirael, umělá žena                 | H. Vítová      |
| Golem                              | V. Trégl       |
| Potulný pěvec                      | V. Plachý-Tůma |
| Prokop Prach z Prachatic           | J. Voskovec    |
| Pavel Popel z Lomnice nad Popelkou | J. Werich      |
| Kapitán císařovy gardy             | V. Plachý-Tůma |

Masky, Čtyři Elementy, Astrální zjevení, Larvy a duchové křižovatek - Jenčíkovy girls
Děje se na Pražském hradě v noci masopustní roku 1600.

## Děj
Podvodník Břeněk stvořil pro císaře Rudolfa II. umělou ženu Sirael, stvořenou z měsíčních paprsků, do které se císař zamiloval, ale Sirael neopětuje jeho city. Jeho dvorní alchymista Scotta pracuje na oživení Golema, kterého císař ukradl z pražské synagogy, ale bez šému, který sochu ovládá. Císaři vysvětluje, že se mu nedaří šém sestavit, a při tom ho dávno má ukradený z jiné synagogy, aby mohl Golema ovládat sám. Když ho chce Břeněk císaři udat, je Scottou zavražděn a použije oživlého Golema, aby uklidil mrtvolu do Jeleního příkopu. Ten však dá přednost Sirael. Scotta si od císaře vyžádá Břeňkovu mrtvolu k získání šému, ale ukáže se Břeněk není mrtvý a Sireal k němu zahoří láskou. Oživlý a neovládatelný Golem se stal ochráncem Sireal a Břeňka, které pronásleduje císař se Scottou až do studny na opuštěném vrchu, kam se Břeněk se Sirael schovali. Zde do příběhu vstupují V+W jako chudí šlechtici a vlezou do studny za nimi. Ukáže se, že studna je tajný vchod do mučírny, kde se ukrývají milenci, Golem přivleče Rudolfa, Lang a Scotta doplní společnost. Zde se odkryje spiknutí na císařském dvoře. Císař přebere Golema pod svou ochranu, kterého chce představit světu na maškarním plese, pořádaném na pražském hradě. Prach a Popel seberou Scottovi Golemův šém, což jsou jeho umělé zuby. Břeněk a Sirael plánují využít zmatku na maškarním plese, aby z hradu uprchli. V tom se na plese objeví Prach a Popel s umělým chrupem, vznikne zmatek, honička, všichni chtějí získat šém na ovládání Golema. Prach a Popel se ho chtějí zbavit, tak ho uschovají v Golemových ústech, čímž ho znovu oživí a zmatek vrcholí. Rudolf se s Golemem skamarádí a mizí ve vinných sklepech hradu.

## Hudba
Ve hře zazněly písně Pochod stoprocentních mužů, Pražská java, Chmury jeho milosti, Arie náměsíčné, Píseň strašlivá o Golemovi, Nikdo nic nikdy nemá, Balada o džbánu.

### Nahrávky
Některé písně a orchestrální skladby byly v roce 1931 zaznamenány na gramofonové desky firmy Ultraphon:
1. Píseň strašlivá o Golemovi Jaroslav Ježek / Voskovec a Werich, zpívají V+W, dirigent Jiří Srnka, nahráno 24. 11. 1931
2. Pochod stoprocentních mužů, Jaroslav Ježek / Voskovec a Werich, zpívají V+W, dirigent Karel Ančerl, nahráno 24. 11. 1931
3. Stala se chyba, Voskovec a Werich, předscéna, nahráno 17. 11. 1931
4. Nikdy nic nikdo nemá, Jaroslav Ježek / Voskovec a Werich, zpívají V+W, dirigent Karel Ančerl, nahráno 24. 11. 1931
5. Polonaisa, Jaroslav Ježek, orchestrální skladba, dirigent Jiří Srnka, nahráno 17. 11. 1931
6. Naše řeč, Voskovec a Werich, předscéna, nahráno 17. 11. 1931
7. Pražská java, Jaroslav Ježek, zpívají V+W, klavír Josef Tesárek, nahráno 24. 11. 1931[1][2]